# NGC 6663
NGC 6663 је спирална галаксија у сазвежђу Лира која се налази на NGC листи објеката дубоког неба.
Деклинација објекта је + 40° 2' 57" а ректасцензија 18h 33m 33,7s. Привидна величина (магнитуда) објекта NGC 6663 износи 13,9 а фотографска магнитуда 14,6. NGC 6663 је још познат и под ознакама UGC 11276, MCG 7-38-11, CGCG 228-14, IRAS 18319+4000, PGC 62032.